# 勒梅蒙
勒梅蒙（法語：Le Mémont，法語發音：[lə memɔ̃]）是法国杜省的一个市镇，位于该省东部，属于蓬塔利耶区。

## 地理
勒梅蒙（47°9'22"N, 6°40'54"E）面积3.16 平方千米，位于法国勃艮第-弗朗什-孔泰大區杜省，该省份为法国东部内陆省份，北起上索恩省，西接汝拉省，东部及东南部与瑞士接壤，东北部与贝尔福地区省接壤。
与勒梅蒙接壤的市镇（或旧市镇、城区）包括：勒吕耶、勒吕塞。

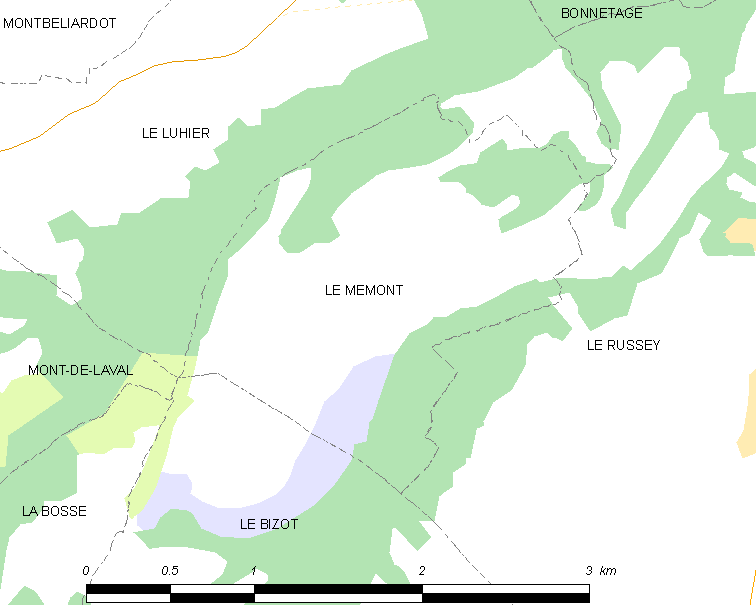
勒梅蒙的OSM定位图

勒梅蒙的时区为UTC+01:00、UTC+02:00（夏令时）。

## 行政
勒梅蒙的邮政编码为25210，INSEE市镇编码为25373。

## 政治
勒梅蒙所属的省级选区为莫尔托县。

## 人口

1962-2008年间勒梅蒙人口变化图示

勒梅蒙于2022年1月1日时的人口数量为45人。